# Bitstream Charter
Bitstream Charter 是一個由馬修·卡特於1987年為Bitstream設計的有襯線體字型，它的設計是基於皮埃爾·西蒙·福尼爾於18世紀所創造的字型。被Bitstream分類為過渡體字體（Bitstream Transitional 801），它亦有一些粗襯線體的特質，亦經常被分類為粗襯線體。
Charter本來是為1980年代低解像度，約300 DPI的雷射印表機而設，但是由於其強烈而清𥇦的設計，它在現代高解像度的雷射印表機和低解像度的噴墨印表機仍然適用，而它的設計是針對低記憶體的電腦和印表機而設。在2013年的訪問中，馬修·卡特提及，該字體擁有「一個很簡單的結構和最少量的曲線，更多直線部分，比例如Times New Roman更簡樸」。由於它簡單的襯線體設計，它比馬修·卡特在之後於Georgia的劃時代設計更早。 
1992年Bitstream使用開放授權捐贈了Charter的其中一個版本和Courier給X協會。此舉使一些開放的衍生版本出現，包括了Charis SIL。部分人認為，Bitstream Charter是其中一款最好的免費字體。
由於它受歡迎，2004年發佈了Charter Pro字體，加入了新的字符集，包括新增的符號、不齊線數字和小型大寫字母。此版本之後被加入至 OS X 的系統字體集中。
馬修·卡特後來被蒙納請求，設計一款與Charter合襯的無襯線字型。由於他不滿意他的不同嘗試，他最後便放棄，再設計了一個更不同的Carter Sans。

## 歷史
Charter的設計是基於皮埃爾·西蒙·福尼爾於18世紀所創造的字型。

## 外部連結
维基共享资源上的相關多媒體資源：Bitstream Charter
- Free Bitstream Charter as OTF, TTF and webfonts
- Updated Bitstream Charter for sale on MyFonts（页面存档备份，存于）
- Graphic Content: Carter Sans（页面存档备份，存于）, by Steven Heller, New York Times, February 2, 2011